# Maxwerke Harff & Schwarz
Die Maxwerke, Betriebsteil der Kölner Elektrizitäts- und Automobilgesellschaft Harff & Schwarz AG, waren ein deutscher Automobil- und Nutzfahrzeughersteller, der in Köln ansässig war.
Zwischen 1900 und 1903 wurden dort auch hochrädrige Motorkutschen gebaut. Angetrieben wurden die Fahrzeuge von Benzinmotoren, Elektromotoren oder beiden Motorarten gemeinsam. Erkennungszeichen war eine gewölbte Spritzwand, ähnlich der des US-amerikanischen Oldsmobile Curved Dash.